# Colotès
Colotès de Lampsaque (en grec ancien : Κολώτης Λαμψακηνός / Kolốtês Lampsakênós, né v. 320 - mort ap. 268 av. J.-C.) est un disciple d'Épicure.
Plutarque relate qu'après avoir écouté le discours d'Épicure sur la nature des choses, Colotès est tombé à genoux devant lui et l'a supplié de lui enseigner. Colotès est un des favoris d'Épicure, qui l'appelle par tendresse Koλωτάρας et Koλωτάριoς.
Il a écrit un ouvrage pour prouver « qu'il est impossible même de vivre selon les autres doctrines des autres philosophes » (ὅτι κατὰ τὰ τῶν ἄλλων φιλοσόφων δόγματα οὐδὲ ζῆν ἐστιν), qu'il a dédicacé à Ptolémée IV. En réfutation, Plutarque écrit une œuvre pour prouver « qu'il est impossible même de vivre agréablement selon Épicure » et un Contre Colotès. Selon Plutarque, Colotès est intelligent mais aussi vain, dogmatique et intolérant.

Colotès de Lampsaque attaque également Socrate et d'autres grands philosophes. Colotès pense qu'il est indigne pour la véracité d'un philosophe d'utiliser des fables dans son enseignement, notion à laquelle s'oppose Cicéron.
Deux fragments de deux œuvres de Colotès ont été découvertes à la Villa des Papyri à Herculanum. Ce sont Contre le Lysis de Platon et Contre Euthydème de Platon.